# میراث مشتری (مجموعه تلویزیونی)
میراث مشتری یک مجموعه تلویزیونی ابرقهرمانی آمریکایی است که برای اولین بار در نتفلیکس در ۷ می ۲۰۲۱ بر اساس مجموعه کتاب‌های مصور به همین نام توسط مارک میلار و فرانک کویتلی و توسط ایمیج کامیکس منتشر شد. این نمایش که توسط دنیای میلار، تصاویر دی بوناونتورا و تولیدات شبانه تهیه شده بود، برای تلویزیون توسط استیون اس. ده‌نایت که در ابتدا به عنوان مجری برنامه فعالیت می‌کرد، ساخته شد، اما در اواسط مراحل تولید با سانگ کیو کیم جایگزین شد. جاش دوهامل، بن دنیلز، لزلی بیب، اندرو هورتون، النا کامپوریس، مایک وید و مت لنتر در این فیلم به ایفای نقش می‌پردازند. این سریال نقدهای متفاوتی دریافت کرد و پس از یک فصل لغو شد، با ادامه اسپین آف، اقتباسی لایو اکشن از سوپر کلاهبرداران که به سریال سفارش داده شد. سوپر کلاهبرداران، یک انیمه اقتباسی از سوپر کلاهبرداران که در همان دنیای داستانی میراث مشتری، قبل از سریال لایو اکشن اضافی، در نوامبر ۲۰۲۱ برای نتفلیکس منتشر شد

## خلاصه داستان
مدت کوتاهی پس از خودکشی پدرش در سال ۱۹۲۹، که توسط پنجشنبه سیاه آغاز شد، تاجر سابق شلدون سامپسون به جزیره‌ای ناشناخته در اقیانوس اطلس سفر می‌کند، جایی که او، برادرش، والتر و چهار نفر دیگر قدرت‌های ابرقدرت دریافت کردند. او سپس یک تیم ابرقهرمانی به نام اتحادیه عدالت ایجاد می‌کند و ایده‌آل‌های هدایت‌کننده‌اش - هرگز کسی را نکش، هرگز در مسائل سیاسی مداخله نکن - در طول یک قرن ماجراجویی‌های او به‌عنوان آرمان‌شهر بدون تغییر باقی می‌مانند.
با این حال، نسل بعدی ابرقهرمانان، از جمله فرزندانش، تلاش می‌کنند تا به ایده‌آل‌های سفت و سخت و انتظارات بالای او عمل کنند. وقتی پسر شلدون، براندون ظاهراً یکی از بزرگ‌ترین دشمنان آنها را می‌کشد، بحث‌های عمومی در مورد اینکه آیا آن ایده‌آل‌ها هنوز مرتبط هستند یا نه، برافروخته می‌شود.